# Партон, Стелла
Стелла Партон (англ. Stella Parton, род. 4 мая 1949, Севирвилл, Теннесси) — американская певица кантри, автор песен и актриса, младшая сестра поп-дивы Долли Партон. Её успехи на музыкальном поприще заметно проще и не могут равняться с достижениями её старшей сестры, но несмотря на это она добилась определённого успеха в кантри-музыке 1970-х годов, записав свой самый популярный хит «I Want to Hold You In My Dreams Tonight» в 1975 году.
В 1980-х и начале 1990-х годов Стелла Партон приняла участие в нескольких бродвейских мюзиклах, среди которых «Семь невест для семи братьев», «Лучший публичный дом в Техасе» и «Джентльмены предпочитают блондинок». На большом экране она появилась семь раз в малобюджетных картинах, в том числе в «Танцующем в облаках» (1980) и «Городе-призраке» (2007).